# سنت-پل، کبک
سنت-پل (به فرانسوی: Sainte-Paule) شهری در منطقه شهری ماتان ناحیه با-سن-لوران در استان کبک کانادا است. در سرشماری سال ۲۰۱۱ این شهر ۲۰۵ نفر جمعیت داشته‌است و مساحت آن ۸۶٫۶۴ کیلومتر مربع است.